# بوف ماهی‌خوار
بوف‌های ماهی‌خوار یا جغدهای ماهی‌خوار سرده‌ای (نام علمی: Ketupa) از جغدان چندنیا از تیرهٔ جغدان راستین هستند که در شرق آسیا ،جنوب آسیا و جنوب شرق آسیا (از جمله بخش‌هایی از اندونزی) یافت می‌شوند .گرچه از نظر تاریخی در سردهٔ بوف‌های ماهی‌خوار قرار گرفته بودند، تجزیه‌وتحلیل ژنتیکی نشان داد که بهتر است آن‌ها را‎ در سردهٔ بوف‌ها قرار داد.
چهار گونه به طور سنتی در این گروه قرار می‌گیرند:
- بوف ماهی‌خوار بلکیستون
- بوف ماهی‌خوار قهوه‌ای
- بوف ماهی‌خوار جنگلی
- بوف ماهی‌خوار مالایی